# Александр (сын Полиперхона)
Алекса́ндр (др.-греч. Ἀλέξανδρος; 340-е годы до н. э., Тимфея — 314 год до н. э., Сикион) — македонский аристократ, участник войн диадохов.
Александр родился в семье аристократа из верхнемакедонской области Тимфеи Полиперхона в 340-х годах до н. э. В 320-х годах регент Македонской империи Антипатр назначил Александра телохранителем-соматофилаком царя Филиппа III Арридея. В 319 году до н. э. после смерти Антипатра регентом империи стал отец Александра Полиперхон. На должности военачальника у своего отца Александр безуспешно осаждал Пирей и Мунихий в Аттике, захватил несколько пелопоннесских городов.
После поражения Полиперхона в 316 году до н. э. Александр несколько лет находился в Пелопоннесе. Там он заключил ситуативные союзы с Антигоном, а затем с Кассандром, который назначил Александра «стратегом Пелопоннеса». В 314 году до н. э. Александр был убит одним из жителей Сикиона.

## Биография

### Происхождение. Участие во Второй войне диадохов
Александр родился в верхнемакедонской области Тимфее в семье Полиперхона. По мнению В. Хеккеля, он родился, предположительно, в 340-х годах до н. э., Г. Берве — около 350 года до н. э. Впервые в античных источниках Александр упомянут в связи с событиями 320 года до н. э. Во время передела Македонской империи в Трипарадисе новый регент государства Антипатр назначил Александра одним из четырёх царских телохранителей-соматофилаков Филиппа III Арридея. Это назначение связано с высоким положением отца Александра Полиперхона. По одной версии назначение Александра соматофилаком было следствием усиления влияния Полиперхона, по другой — Антипатр таким образом удерживал при дворе родственников влиятельных лиц в качестве заложников.
Александр женился на Кратесиполиде. Историкам достоверно неизвестно о времени свадьбы.
В 319 году до н. э. Антипатр перед смертью в преклонном возрасте назначил регентом Македонской империи Полиперхона, а своего сына Кассандра — хилиархом, вторым по влиянию человеком в Македонии. Кассандр не согласился с ролью военачальника при Полиперхоне и восстал. Сразу же после смерти отца он отправил Никанора, чтобы тот сменил Менилла на должности командира македонского гарнизона в крепости над Афинами Мунихий, до того как новость о смерти Антипатра станет всеобщим достоянием. Никанор не только взял под свою власть Мунихий, но даже через некоторое время захватил главный афинский порт Пирей. Полиперхон опасался восстания греческих полисов, в связи с чем издал указ, по которому подтверждал привилегии греков, которые те имели при Филиппе II и Александре Македонском. В начале 318 года до н. э. Полиперхон отправил армию под командованием своего сына Александра в Аттику, чтобы занять крепости, в которых находился Никанор. Афиняне сначала предполагали, что получат Мунихий и Пирей обратно в своё управление. К Александру даже прибыло посольство из друзей Антипатра, в число которых входил Фокион, с призывом не передавать крепости афинянам до окончания войны с Кассандром. Александр в свою очередь начал сепаратные переговоры с Никанором без участия афинян, что вызвало в Афинах гнев. На Народном собрании были отстранены магистраты, а власть перешла к «партии демократов». Изгнанные политики отправились к Александру, который хоть и принял их радушно, решил не вмешиваться во внутриафинские дела, отправив их к отцу Полиперхону. Александр снабдил афинян рекомендательными письмами к отцу с просьбой не причинять им никакого зла, так как они не причинили македонянам никаких проблем и готовы во всём им помогать.
Переговоры Александра с Никанором оказались безрезультатными. Вскоре в Пирей прибыл Кассандр. Полиперхон с основной армией прибыл в Аттику, однако не смог организовать длительную и эффективную осаду. Тогда он оставил в Аттике часть армии под командованием сына, а сам отправился в Пелопоннес. Сколько времени Александр оставался рядом с Афинами неизвестно. Как бы то ни было он не смог совершить каких-либо территориальных приобретений. Диодор Сицилийский упоминает Александра в контексте событий 317 года до н. э., когда он «собирался напасть на города Пелопоннеса».
Ко времени завоевания Македонии Кассандром в 316 году до н. э. Александр захватил некоторые города на Пелопоннесе. Кассандр со своим войском отправился в Пелопоннес, где со своими войсками находился Александр. Однако сын Полиперхона сначала занял сильные оборонительные позиции на территории Коринфского перешейка, а затем, когда Кассандр морем переправился на Пелопоннес, уклонялся от решающего сражения. Кассандр был вынужден оставить две тысячи воинов и отправиться домой в Македонию.

### Участие в Третьей войне диадохов
В 315 году до н. э. началась Третья война диадохов, в которой против Антигона был образован союз Кассандра, Птолемея и Лисимаха. В этих условиях Антигон отправил на Пелопоннес Аристодема с тысячью талантами с поручением установить дружбу с Полиперхоном и Александром, а также нанять армию наёмников для борьбы с Кассандром. Миссия Аристодема была успешной. Он убедил Полиперхона с Александром заключить союз с Антигоном. Полиперхон получил формальную должность «стратега Пелопоннеса», а Александр отплыл в Азию для встречи с Антигоном. В Тире в середине лета 314 года до н. э. он заключил договор о дружбе с Антигоном, получил 500 талантов и отплыл обратно в Грецию.
В этих условиях Птолемей отправил на Пелопоннес своего военачальника Поликлета с войском на 50 кораблях для борьбы со сторонниками Антигона, к которым относились Александр с отцом. Диодор Сицилийский упоминает Александра при описании попытки Аргоса выйти из под власти Кассандра. Недовольные граждане отправили послов к Александру с просьбой взять Аргос. Они обещали передать город в его руки без боя. Однако Александр прибыл к Аргосу позже стратега Кассандра Аполлонида и таким образом не смог захватить город. Вскоре на Пелопоннес прибыло войско Кассандра. Ему удалось захватить Кенхреи, Орхомен и несколько других крепостей, в которых находились гарнизоны Александра, после чего покинул Пелопоннес.
Сначала Александр попытался вернуть утраченные города. Кассандр отправил к Александру в качестве посла своего военачальника Препелая. Македонский царь предложил Александру перейти на его сторону. Взамен он обещал ему власть над Пелопоннесом и соответствующие почести. Александр понял, что может получить всё за что он боролся до этого и перешёл на сторону македонского царя. Кассандр назначил своего нового союзника «стратегом Пелопоннеса».
На службе у Кассандра Александр на короткое время завоевал Диму в Ахайе. В 314 году до н. э. Александр был убит неким Алексионом из Сикиона, который притворялся его другом. После гибели Александра его жена Кратесиполида смогла удержать власть над армией мужа и расправилась над организаторами убийства Александра.